# Bryant Matthews
Bryant Matthews (Columbia, 12 gennaio 1982) è un ex cestista statunitense, professionista nella D-League, in Europa e in Asia.

## Carriera
Al college è stato per quattro anni, dal 2000 al 2004 a Virginia Tech, prima del draft NBA del 2004, nel quale non fu scelto da nessuna franchigia.
Ha giocato in Italia, in LegaDue per 9 partite, con la Juvecaserta, raggiungendo le semifinali dei play-off.